# Deutscher Sportclub Arminia Bielefeld 1971-1972
Questa voce raccoglie le informazioni riguardanti il Deutscher Sportclub Arminia Bielefeld nelle competizioni ufficiali della stagione 1971-1972.

## Stagione
Nella stagione 1971-1972 l'Arminia Bielefeld, allenato da Egon Piechaczek, Hellmut Meidt e Jan Notermans, concluse il campionato di Bundesliga al 18º posto. In Coppa di Germania l'Arminia Bielefeld fu eliminato al primo turno dal Duisburg.

## Rosa
| N. |                     | Ruolo | Calciatore       |
| -- | ------------------- | ----- | ---------------- |
|    | Germania (bandiera) | P     | Dieter Burdenski |
|    | Germania (bandiera) | P     | Gerd Siese       |
|    | Germania (bandiera) | D     | Georg Damjanoff  |
|    | Germania (bandiera) | D     | Detlef Kemena    |
|    | Germania (bandiera) | D     | Volker Klein     |
|    | Germania (bandiera) | D     | Rolf Kosmann     |
|    | Germania (bandiera) | D     | Peter Loof       |
|    | Germania (bandiera) | D     | Dieter Schulz    |
|    | Germania (bandiera) | D     | Georg Stürz      |
|    | Germania (bandiera) | D     | Horst Wenzel     |
|    | Germania (bandiera) | C     | Ulrich Braun     |
|    | Germania (bandiera) | C     | Dieter Brei      |

| N. |                     | Ruolo | Calciatore           |
| -- | ------------------- | ----- | -------------------- |
|    | Germania (bandiera) | C     | Gerd Kasperski       |
|    | Germania (bandiera) | C     | Gerd Knoth           |
|    | Germania (bandiera) | C     | Wolfgang Mittendorf  |
|    | Germania (bandiera) | A     | Karl-Heinz Brücken   |
|    | Germania (bandiera) | A     | Jürgen Jendrossek    |
|    | Germania (bandiera) | A     | Gerd Kohl            |
|    | Germania (bandiera) | A     | Ernst Kuster         |
|    | Germania (bandiera) | A     | Norbert Leopoldseder |
|    | Germania (bandiera) | A     | Harald Nickel        |
|    | Germania (bandiera) | A     | Gerd Roggensack      |
|    | Germania (bandiera) | A     | Roland Stegmayer     |
|    | Germania (bandiera) | A     | Bernd Wehmeyer       |

## Organigramma societario
Area tecnica
- Allenatore: Jan Notermans
- Allenatore in seconda: Willi Nolting
- Preparatore dei portieri:
- Preparatori atletici:

## Calciomercato

### Sessione estiva
| Acquisti | Acquisti          | Acquisti        | Acquisti |
| R.       | Nome              | da              | Modalità |
| -------- | ----------------- | --------------- | -------- |
| P        | Dieter Burdenski  | Schalke 04      |          |
| D        | Georg Damjanoff   | Duisburg        |          |
| A        | Jürgen Jendrossek | N.E.C.          |          |
| C        | Gerd Kasperski    | Preußen Münster |          |
| D        | Peter Loof        | Hannover 96     |          |
| A        | Roland Stegmayer  | Norimberga      |          |

| Cessioni | Cessioni          | Cessioni         | Cessioni |
| R.       | Nome              | a                | Modalità |
| -------- | ----------------- | ---------------- | -------- |
| A        | Herbert Bittner   | Arminia Hannover |          |
| C        | Horst Stockhausen | VfL Klafeld      |          |

### Sessione invernale
| Acquisti | Acquisti | Acquisti | Acquisti |
| R.       | Nome     | da       | Modalità |
| -------- | -------- | -------- | -------- |

| Cessioni | Cessioni | Cessioni | Cessioni |
| R.       | Nome     | a        | Modalità |
| -------- | -------- | -------- | -------- |

## Risultati

### Bundesliga

#### Girone di andata
| Arbitro: | Bonacker |

|  |           |                |
|  | Marcatori | 67’ Schumacher |

| Arbitro: | Basedow |

|                                                    |           |               |
| Heynckes 33’, 37’ Netzer 39’, 87’ (rig.) Fevre 67’ | Marcatori | 60’ Kasperski |

| Arbitro: | Herden |

|          |           |               |
| Brei 53’ | Marcatori | 14’ Friedrich |

| Arbitro: | Berner |

|                                                     |           |  |
| Görts 2’ Schütz 8’ (rig.), 81’ (rig.) Neuberger 40’ | Marcatori |  |

| Arbitro: | Schröck |

|                       |           |               |
| Walitza 42’ Köper 90’ | Marcatori | 11’ Damjanoff |

| Arbitro: | Meuser |

|                |           |  |
| Jendrossek 34’ | Marcatori |  |

| Arbitro: | Hontheim |

|            |           |            |
| Müller 51’ | Marcatori | 7’ Brücken |

| Arbitro: | Seiler |

|           |           |  |
| Braun 87’ | Marcatori |  |

| Arbitro: | Quindeau |

|                                               |           |  |
| Linßen 17’, 52’ Wunder 50’ Lehmann 68’ (rig.) | Marcatori |  |

| Arbitro: | Wengenmayer |

|                  |           |                      |
| Brücken 24’, 85’ | Marcatori | 51’ Seeler 81’ Hönig |

| Arbitro: | Hillebrand |

|             |           |  |
| Konopka 79’ | Marcatori |  |

| Arbitro: | Schäfer |

|                                                 |           |                                          |
| Damjanoff 37’ (rig.) Jendrossek 57’ Brücken 62’ | Marcatori | 8’, 25’, 68’ Nickel 12’ (rig.) Grabowski |

| Arbitro: | Siepe |

|            |           |  |
| Schütz 33’ | Marcatori |  |

| Arbitro: | Herden |

|             |           |             |
| Brücken 68’ | Marcatori | 23’ Fichtel |

| Arbitro: | Gabor |

|                               |           |                                |
| Weschke 6’ Budde 10’ Geye 37’ | Marcatori | 50’ (aut.) Senger 84’ Słomiany |

| Arbitro: | Berner |

|             |           |                |
| Brücken 22’ | Marcatori | 36’ Hermandung |

| Arbitro: | Frickel |

|                             |           |                          |
| Erler 4’, 77’ Merkhoffer 5’ | Marcatori | 67’ Roggensack 72’ Klein |

#### Girone di ritorno
| Arbitro: | Siepe |

|                         |           |  |
| Kobluhn 50’ Kallius 90’ | Marcatori |  |

| Arbitro: | Picker |

|                             |           |                                    |
| Roggensack 43’ Słomiany 52’ | Marcatori | 51’ Vogts 63’ Sieloff 88’ Heynckes |

| Arbitro: | Wengenmayer |

|                           |           |                      |
| Diehl 31’ Vogt 68’ (rig.) | Marcatori | 37’ (rig.) Damjanoff |

| Arbitro: | Fuchs |

|               |           |  |
| Kasperski 73’ | Marcatori |  |

| Arbitro: | Siepe |

|                                             |           |             |
| Jendrossek 45’ Kasperski 56’ Roggensack 90’ | Marcatori | 12’ Walitza |

| Arbitro: | Lutz |

|                      |           |                               |
| Frank 30’ Köppel 34’ | Marcatori | 32’ Roggensack 65’ Jendrossek |

| Arbitro: | Redelfs |

|  |           |            |
|  | Marcatori | 63’ Müller |

| Arbitro: | Tschenscher |

|                                     |           |                |
| Siemensmeyer 7’ Keller 47’ Blau 89’ | Marcatori | 60’ Jendrossek |

| Arbitro: | Bonacker |

|                          |           |  |
| Jendrossek 50’ Braun 85’ | Marcatori |  |

| Arbitro: | Heckeroth |

|            |           |  |
| Lübeke 88’ | Marcatori |  |

| Arbitro: | Burgers |

|                                    |           |                                      |
| Damjanoff 61’ (rig.) Stegmayer 77’ | Marcatori | 46’ Lauscher 74’ Scheermann 79’ Rupp |

| Arbitro: | Engel |

|                                                          |           |                              |
| Parits 3’, 19’ Heese 22’ Weidle 71’ Grabowski 75’ (rig.) | Marcatori | 26’ Roggensack 57’ Damjanoff |

| Arbitro: | Weyland |

|                                            |           |             |
| Jendrossek 10’ Kasperski 36’ Stegmayer 87’ | Marcatori | 65’ Wilhelm |

| Arbitro: | Hennig |

|                                                      |           |                           |
| Scheer 1’, 66’ Kremers 10’, 57’ Libuda 37’ Braun 88’ | Marcatori | 43’ Brücken 86’ Stegmayer |

| Arbitro: | Boe |

|          |           |                                 |
| Brei 49’ | Marcatori | 24’ Hesse 64’ Herzog 70’ Schulz |

| Arbitro: | Hanschke |

|          |           |               |
| Horr 33’ | Marcatori | 45’ Stegmayer |

| Arbitro: | Klauser |

|               |           |                                                                 |
| Kasperski 80’ | Marcatori | 46’, 59’ Deppe 47’, 72’, 83’ Gersdorff 70’ Merkhoffer 89’ Dudda |

### Coppa di Germania
| Arbitro: | Redelfs |

|               |           |            |
| Jendrossek 2’ | Marcatori | 52’ Wunder |

| Arbitro: | Schäfer |

|                                          |           |                |
| Budde 36’ Seliger 75’ Lehmann 79’ (rig.) | Marcatori | 31’ Roggensack |

## Statistiche

### Statistiche di squadra
| Competizione      | Punti | In casa | In casa | In casa | In casa | In casa | In casa | In trasferta | In trasferta | In trasferta | In trasferta | In trasferta | In trasferta | Totale | Totale | Totale | Totale | Totale | Totale | DR  |
| Competizione      | Punti | G       | V       | N       | P       | Gf      | Gs      | G            | V            | N            | P            | Gf           | Gs           | G      | V      | N      | P      | Gf     | Gs     | DR  |
| ----------------- | ----- | ------- | ------- | ------- | ------- | ------- | ------- | ------------ | ------------ | ------------ | ------------ | ------------ | ------------ | ------ | ------ | ------ | ------ | ------ | ------ | --- |
| Bundesliga        | 19    | 17      | 6       | 4       | 7       | 25      | 29      | 17           | 0            | 3            | 14           | 16           | 46           | 34     | 6      | 7      | 21     | 41     | 75     | -34 |
| Coppa di Germania | -     | 1       | 0       | 1       | 0       | 1       | 1       | 1            | 0            | 0            | 1            | 1            | 3            | 2      | 0      | 1      | 1      | 2      | 4      | -2  |
| Totale            | 19    | 18      | 6       | 5       | 7       | 26      | 30      | 18           | 0            | 3            | 15           | 17           | 49           | 36     | 6      | 8      | 22     | 43     | 79     | -36 |

### Andamento in campionato
| Giornata  | 1  | 2  | 3  | 4  | 5  | 6  | 7  | 8  | 9  | 10 | 11 | 12 | 13 | 14 | 15 | 16 | 17 | 18 | 19 | 20 | 21 | 22 | 23 | 24 | 25 | 26 | 27 | 28 | 29 | 30 | 31 | 32 | 33 | 34 |
| --------- | -- | -- | -- | -- | -- | -- | -- | -- | -- | -- | -- | -- | -- | -- | -- | -- | -- | -- | -- | -- | -- | -- | -- | -- | -- | -- | -- | -- | -- | -- | -- | -- | -- | -- |
| Luogo     | C  | T  | C  | T  | T  | C  | T  | C  | T  | C  | T  | C  | T  | C  | T  | C  | T  | T  | C  | T  | C  | C  | T  | C  | T  | C  | T  | C  | T  | C  | T  | C  | T  | C  |
| Risultato | P  | P  | N  | P  | P  | V  | N  | V  | P  | N  | P  | P  | P  | N  | P  | N  | P  | P  | P  | P  | V  | V  | N  | P  | P  | V  | P  | P  | P  | V  | P  | P  | N  | P  |
| Posizione | 18 | 18 | 18 | 18 | 18 | 18 | 18 | 18 | 18 | 18 | 18 | 18 | 18 | 18 | 18 | 18 | 18 | 18 | 18 | 18 | 18 | 18 | 18 | 18 | 18 | 18 | 18 | 18 | 18 | 18 | 18 | 18 | 18 | 18 |

Legenda:

Luogo: C = Casa; T = Trasferta. Risultato: V = Vittoria; N = Pareggio; P = Sconfitta.

### Statistiche dei giocatori
| Giocatore       | Bundesliga | Bundesliga | Bundesliga  | Bundesliga | Coppa di Germania | Coppa di Germania | Coppa di Germania | Coppa di Germania | Totale   | Totale | Totale      | Totale     |
| Giocatore       | Presenze   | Reti       | Ammonizioni | Espulsioni | Presenze          | Reti              | Ammonizioni       | Espulsioni        | Presenze | Reti   | Ammonizioni | Espulsioni |
| --------------- | ---------- | ---------- | ----------- | ---------- | ----------------- | ----------------- | ----------------- | ----------------- | -------- | ------ | ----------- | ---------- |
| U. Braun        | 32         | 2          | 0           | 0          | 2                 | 0                 | 0                 | 0                 | 34       | 2      | 0           | 0          |
| D. Brei         | 26         | 2          | 0           | 0          | 2                 | 0                 | 0                 | 0                 | 28       | 2      | 0           | 0          |
| K. Brücken      | 32         | 7          | 0           | 0          | 2                 | 0                 | 0                 | 0                 | 34       | 7      | 0           | 0          |
| D. Burdenski    | 31         | 0          | 0           | 0          | 2                 | 0                 | 0                 | 0                 | 33       | 0      | 0           | 0          |
| G. Damjanoff    | 30         | 5          | 0           | 0          | 2                 | 0                 | 0                 | 0                 | 32       | 5      | 0           | 0          |
| J. Gelsdorf     | 0          | 0          | 0           | 0          | 0                 | 0                 | 0                 | 0                 | 0        | 0      | 0           | 0          |
| M. Hildebrandt  | 0          | 0          | 0           | 0          | 0                 | 0                 | 0                 | 0                 | 0        | 0      | 0           | 0          |
| D. Hoffmann     | 0          | 0          | 0           | 0          | 0                 | 0                 | 0                 | 0                 | 0        | 0      | 0           | 0          |
| J. Jendrossek   | 29         | 7          | 0           | 1          | 2                 | 1                 | 0                 | 0                 | 31       | 8      | 0           | 1          |
| G. Kasperski    | 31         | 5          | 0           | 0          | 1                 | 0                 | 0                 | 0                 | 32       | 5      | 0           | 0          |
| D. Kemena       | 0          | 0          | 0           | 0          | 0                 | 0                 | 0                 | 0                 | 0        | 0      | 0           | 0          |
| V. Klein        | 12         | 1          | 0           | 0          | 2                 | 0                 | 0                 | 0                 | 14       | 1      | 0           | 0          |
| G. Knoth        | 33         | 0          | 0           | 0          | 2                 | 0                 | 0                 | 0                 | 35       | 0      | 0           | 0          |
| G. Kohl         | 0          | 0          | 0           | 0          | 0                 | 0                 | 0                 | 0                 | 0        | 0      | 0           | 0          |
| R. Kosmann      | 1          | 0          | 0           | 0          | 0                 | 0                 | 0                 | 0                 | 1        | 0      | 0           | 0          |
| E. Kuster       | 0          | 0          | 0           | 0          | 0                 | 0                 | 0                 | 0                 | 0        | 0      | 0           | 0          |
| N. Leopoldseder | 25         | 0          | 0           | 0          | 0                 | 0                 | 0                 | 0                 | 25       | 0      | 0           | 0          |
| P. Loof         | 13         | 0          | 0           | 0          | 1                 | 0                 | 0                 | 0                 | 14       | 0      | 0           | 0          |
| W. Meier        | 0          | 0          | 0           | 0          | 0                 | 0                 | 0                 | 0                 | 0        | 0      | 0           | 0          |
| W. Mittendorf   | 6          | 0          | 0           | 0          | 0                 | 0                 | 0                 | 0                 | 6        | 0      | 0           | 0          |
| H. Nickel       | 5          | 0          | 0           | 0          | 0                 | 0                 | 0                 | 0                 | 5        | 0      | 0           | 0          |
| D. Pries        | 0          | 0          | 0           | 0          | 0                 | 0                 | 0                 | 0                 | 0        | 0      | 0           | 0          |
| G. Roggensack   | 23         | 5          | 0           | 0          | 2                 | 1                 | 0                 | 0                 | 25       | 6      | 0           | 0          |
| D. Schulz       | 5          | 0          | 0           | 1          | 0                 | 0                 | 0                 | 0                 | 5        | 0      | 0           | 1          |
| G. Siese        | 3          | 0          | 0           | 0          | 0                 | 0                 | 0                 | 0                 | 3        | 0      | 0           | 0          |
| R. Stegmayer    | 28         | 4          | 0           | 0          | 2                 | 0                 | 0                 | 0                 | 30       | 4      | 0           | 0          |
| G. Stürz        | 21         | 0          | 0           | 0          | 0                 | 0                 | 0                 | 0                 | 21       | 0      | 0           | 0          |
| W. Słomiany     | 13         | 2          | 0           | 0          | 2                 | 0                 | 0                 | 0                 | 15       | 2      | 0           | 0          |
| B. Wehmeyer     | 2          | 0          | 0           | 0          | 0                 | 0                 | 0                 | 0                 | 2        | 0      | 0           | 0          |
| H. Wenzel       | 13         | 0          | 0           | 0          | 1                 | 0                 | 0                 | 0                 | 14       | 0      | 0           | 0          |
| H. Wloka        | 0          | 0          | 0           | 0          | 0                 | 0                 | 0                 | 0                 | 0        | 0      | 0           | 0          |
| P. Wloka        | 0          | 0          | 0           | 0          | 0                 | 0                 | 0                 | 0                 | 0        | 0      | 0           | 0          |